# Vilka tror vi att vi är
Vilka tror vi att vi är är det sjätte studioalbumet av Bo Kaspers orkester, utgivet 24 september 2003 på Columbia. Singlarna från skivan var "Långsamt" och "Dansa på min grav". Albumet uppnådde första placering på svenska albumlistan och gav även gruppen en Grammisnominering i kategorin 'Årets popgrupp'.

## Låtlista
All musik av Bo Kaspers orkester; textförfattare inom parentes.
1. "När du klär av dig" (Bo Kasper) - 4:11
2. "Vilka tror vi att vi är" (Bo Kasper) - 4:08
3. "Långsamt" (Bo Kasper) - 4:07
4. "Sockerdricka och sprit" (Bo Kasper) - 3:30
5. "Dansa på min grav" (Bo Kasper) - 3:39
6. "Lycka till" (Bo Kasper) - 4:35
7. "Väljer dig" (Bo Kasper/Wille Crafoord) - 3:45
8. "Bara för din skull" (Bo Kasper/Mats Schubert) - 4:12
9. "Ont" (Bo Kasper) - 3:47
10. "Allt är som förut" (Bo Kasper; svensk tolkning av "All the World Is Green" av Tom Waits och Kathleen Brennan) - 4:10
11. Video: "Långsamt"

## Medverkande
Bo Kaspers orkester
- Bo Kasper - sång, gitarr
- Michael Malmgren - bas
- Fredrik Dahl - trummor
- Mats Schubert - gitarr, keyboard

Övriga musiker
- Pablo Cepeda - congas
- Ola Gustafsson - gitarr, banjo
- Per "Ruskträsk" Johansson - saxofon
- Per "Texas" Johansson - saxofon
- Goran Kajfeš - trumpet
- Johan Lindström - stränginstrument (arrangemang)
- Stockholm Session Strings - stränginstrument (framförande)

Produktion
- Producerad av Bo Kaspers orkester
- Dag Lundquist, Fredrik Dahl, Håkan Bachus, Janne Hansson, Mats Schubert - ljudtekniker
- Alf, Thomas Eberger - mastering (Cutting Room)

## Listplaceringar
| Lista (2003-2004) | Topplacering |
| ----------------- | ------------ |
| Danmark           | 7            |
| Finland           | 2            |
| Norge             | 8            |
| Sverige           | 1            |